# Histoires d'automates
Histoires d'automates est le vingt-troisième tome, et le onzième volume de la deuxième série, de La Grande Anthologie de la science-fiction.
Préfacé par Demètre Ioakimidis, il réunit seize nouvelles et a été publié en 1984.

## Publication
- Demètre Ioakimidis (dir.), Histoires d'automates, Le Livre de poche n°3785, 1984, 411 p., 11 x 16,5 cm  (ISBN 2-253-03372-3).

## Extrait de la préface
« La création artificielle de la vie est un très vieux rêve de l’humanité, un rêve qui se révéla certainement vite difficile à réaliser. À défaut de la vie elle-même, cependant, pourquoi ne pas chercher à créer l’apparence de la vie ? De là dut naître, d’abord imprécise, la notion d’automates, bientôt embellie dans les récits mythologiques qui mettaient de tels automates en scène. »
— Extrait de la préface (premier paragraphe)

## Nouvelles

### HEMEAC
- Titre original : HEMEAC
- Auteur : E. G. von Wald
- Nouvelle trad. de l’anglais par Jacques Polanis, initialement parue dans Galaxy Science Fiction n°155, août 1968
- Résumé : Des humains sont instruits et conditionnés par des robots dans le but d’approcher la perfection de l’intelligence artificielle. Mais faute d’entretien et de pièces de rechange, ces robots tombent progressivement en panne. Les humains seront finalement délivrés par des « renégats », qui débrancheront en même temps un mécanisme de destruction installé par les robots.

### La Cité des robots
- Titre original : Baby
- Auteur : Carol Emshwiller
- Nouvelle trad. de l’anglais par Suzanne Rondard, initialement parue dans The Magazine of Fantasy & Science Fiction n°81, février 1958
- Résumé : Dans une ville désertée, un homme est élevé par des robots. Mais, au bout de bien des années, leur capacité technique à subvenir à ses besoins diminue. Désireux de liberté, il s’enfuit, et découvre alors un autre être vivant, une femme. Ils sont tous deux peut-être les derniers humains. Rattrapé, il s’enfuira de nouveau pour la retrouver, sans succès.

### Dialogues avec Katy
- Titre original : The Katy Dialogues
- Auteur : Ron Goulart
- Nouvelle trad. de l’anglais par P. J. Izabelle, initialement parue dans The Magazine of Fantasy & Science Fiction n°86, juillet 1958
- Résumé : Un chargé de relations publiques transportant un androïde promotionnel sosie d’une actrice se retrouve naufragé sur une planète. Pour tromper son ennui, et veiller sur le robot, il converse avec lui, variant les questions face à des réponses préprogrammées. Mais cette solitude le conduira finalement à la folie.

### Autoportrait
- Titre original : Self Portrait
- Auteur : Bernard Wolfe
- Nouvelle trad. de l'anglais par Anne-Isabelle Baron, initialement parue dans Galaxy Science Fiction n°14, novembre 1951
- Résumé : Un scientifique, embauché dans un laboratoire renommé, est affecté à la conception de prothèses, et bien qu’un peu frustré de son statut, il s’acquitte de sa tâche de manière sérieuse et efficace. Un ancien collègue lui apprend l’existence de machines capables de gérer une guerre, mais il est arrêté, accusé de violation de secrets. Le scientifique saisit alors l’opportunité d’accéder à un statut supérieur.

### Sans espoir de retour
- Titre original : Home There's No Returning
- Auteurs : Henry Kuttner et C. L. Moore
- Nouvelle trad. de l’anglais par Michel Demuth, initialement parue dans No Boundaries, 1955
- Résumé : Pour gagner la guerre, les ordinateurs, manquant d’informations, ne suffisent plus. La solution est un robot capable de copier le cerveau humain sans en avoir les faiblesses. Mais activé trop tôt, et incapable de remplir sa fonction, ce robot devient la proie d’une folie destructrice.

### L’Imposteur
- Titre original : Impostor
- Auteur : Philip K. Dick
- Nouvelle trad. de l’anglais par Pierre Billon, initialement parue dans Astounding Science Fiction n°271, juin 1953
- Résumé : Travaillant pour la défense contre l’invasion extra-terrestre, un ingénieur est accusé d’être en fait un robot à sa propre image envoyé par l’ennemi pour détruire la Terre. Poursuivi, il cherche à démontrer qu’il est bien humain et que le robot piégé a été détruit. Il y parvient presque.

### Pour sauver la guerre
- Titre original : The Civilization Game
- Auteur : Clifford D. Simak
- Nouvelle trad. de l’anglais par Denise Hersant, initialement parue dans Galaxy Science Fiction n°95, novembre 1958
- Résumé :

Sur une lointaine planète, un animal décime les récoltes d'une plante fort prisée sur Terre. Un colon chassera l'animal, mais il devra affronter une créature de plus en plus intelligente jusqu'à en devenir la proie.

### Les Hommes sont différents
- Titre original : Men Are Different
- Auteur : Alan Bloch
- Nouvelle trad. de l’anglais par Jacques Polanis, initialement parue dans Science Fiction Thinking Machines, 1954
- Résumé : Les Robots cherchent à savoir ce qui les différenciait des Hommes maintenant disparus. Au cours d’une exploration, un Robot rencontre peut-être le dernier homme vivant ; mais en cas de problème, celui-ci ne se répare pas comme un robot.

### Lettre à Ellen
- Titre original : Letter to Ellen
- Auteur : Chan Davis
- Nouvelle trad. de l’anglais par Jacques Polanis, initialement parue dans Astounding Science Fiction n°199, juin 1947
- Résumé : Dans une lettre à sa fiancée, un scientifique explique qu’il travaille dans un laboratoire  à la création de robots humains. Son ami et collègue, apprenant qu’il en était un, ne l’a pas supporté. Lui-même, également non humain, demande pourtant sa fiancée en mariage.

### La Fourmi électronique
- Titre original : The Electric Ant
- Auteur : Philip K. Dick
- Nouvelle traduite de l'anglais par Bruno Martin, initialement parue dans The Magazine of Fantasy & Science Fiction n°221, octobre 1969.

### Le Robot vaniteux
- Titre original : The Proud Robot
- Auteurs : Henry Kuttner et C. L. Moore (sous le pseudonyme de Lewis Padgett)
- Nouvelle trad. de l’anglais par Michel Deutsch, initialement parue dans Astounding Science Fiction n°155, octobre 1943
- Résumé : Un scientifique intuitif et alcoolique a créé subconsciemment, mais sans se rappeler pour quel usage, un robot. Celui-ci se révèle narcissique et indifférent au monde qui l’entoure. Chargé par un producteur de télévision de le sauver de la faillite face à un concurrent, l’inventeur, régulièrement ivre, et trompé par son robot au don d’hypnose, ne trouve pas de solution. Il réussira finalement, en découvrant en même temps l’utilité du robot : ouvrir des boîtes de bière.

### Maintenant, écoutez le Seigneur
- Titre original : Now Hear the Word of the Lord
- Auteur : Algis Budrys
- Nouvelle trad. de l’anglais par Denise Hersant, initialement parue dans Galaxy Science Fiction n°161, février 1969
- Résumé : Après l’apocalypse, les robots, pilotés à distance par les humains,  ont pour tâche de préparer les conditions favorables à la renaissance de l’humanité.

### Hilda
- Titre original : Hilda
- Auteur : H. B. Hickey
- Nouvelle trad. de l’anglais par Dominique Haas, initialement parue dans The Magazine of Fantasy & Science Fiction n°16, septembre 1952
- Résumé : Un séducteur vit en profitant de ses charmes parfois violents sur des femmes de préférence riches. Sa compagne domestique est un robot qui, au-delà de le servir, finira par imiter jusqu’à l’extrême son comportement violent.

### Rotomation
- Titre original : The Sharks of Pentreath
- Auteur : Michael G. Coney
- Nouvelle trad. de l’anglais par Mimi Perrin, initialement parue dans Galaxy Science Fiction n°181, février 1971
- Résumé : Pour résoudre le problème du surpeuplement, les humains vivent réellement pendant un an, puis leur esprit est transféré à l’état végétatif pendant deux ans dans des robots. Un groupe de ces robots visite un village reconstitué comme jadis, où de vrais humains profitent pendant leur année de vie du développement de cette nouvelle forme de tourisme. Mais le profit doit-il être une raison de vivre, au détriment de la relation humaine ?

### Quand meurent les rêveurs
- Titre original : Though Dreamers Die
- Auteur : Lester del Rey
- Nouvelle trad. de l’anglais par Bruno Martin, initialement parue dans Astounding Science Fiction n°159, février 1944
- Résumé : L’humanité a été exterminée par une bactérie inconnue. Partis dans un vaisseau à la recherche d’un autre monde, sous la protection et la bienveillance de cinq robots, les survivants ont été rattrapés et anéantis inexorablement par la maladie dans leur sommeil artificiel. Ayant trouvé une planète viable, le dernier humain, lui-même condamné, confiera aux robots la poursuite du rêve de la race humaine.

### Renaître
- Titre original : Getting Together
- Auteur : Milton A. Rothman
- Nouvelle trad. de l’anglais par Jean-Marie Léger, initialement parue dans Galaxy Science Fiction] n°189, mars-avril 1972
- Résumé : Un robot perfectionné, doté de certaines caractéristiques humaines, participe à une thérapie de groupe, car il souffre de ses différences qui semblent le condamner à la solitude. Un simulacre de nouvelle naissance lui permettra d’envisager une meilleure intégration parmi les humains.